# Sargento Kirk
El Sargento Kirk es el título y el personaje principal de una serie argentina de historieta creada en 1953 por el guionista Héctor Germán Oesterheld. Al principio, los dibujos eran de Hugo Pratt, (italiano radicado entonces en Argentina); después, sucesivamente, de Jorge Moliterni, Horacio Porreca, Gisela Dexter y Gustavo Trigo.

## Trayectoria editorial
Con dibujos de Hugo Pratt, Sargento Kirk apareció por primera vez como serie en el número 225 de la revista Misterix, de Editorial Abril, en enero de 1953, y se publicó hasta el número 475 de diciembre de 1957. Seis episodios completos fueron publicados en la revista Súper Misterix entre 1954 y 1957. En 1958, Oesterheld se llevó el personaje a su propia editorial Frontera donde continúa su publicación en el Suplemento Semanal de Hora Cero y en Frontera Extra hasta 1961. Cuando Pratt abandona al personaje tras haber ilustrado 9 episodios, lo suceden Moliterni (1 episodio); Porreca (13) y Gisela Dester (9). En 1973 se publicó una última historia ("Sangre y oro azteca") en la revista Billiken, desde el n.° 2769 de la revista (del 5 de febrero) hasta el n.° 2785 (del 28 de mayo).
Entretanto, dio nombre a dos revistas: La italiana Sgt. Kirk (1967) y la española Sargento Kirk (1982-1983).

## Argumento y personajes
Pensada originalmente por Oesterheld como una historieta gauchesca, inspirada en el Martín Fierro, la serie debe ser trasladada al oeste norteamericano por pedido de la editorial. Kirk pertenece al Regimiento 7 de Caballería del Ejército Estadounidense que sirve en la postguerra del Lejano Oeste. En el primer episodio de la historieta, "La caza del comanche" (publicada en la revista Misterix en enero de 1953) a Kirk, con cargo de conciencia por haber participado en la llamada "matanza del pueblo negro" contra una tribu Amerindia, se le ordena participar de una nueva expedición contra los comanches y decide desertar. Se dedica a criar caballos en el Rancho del Cañón Perdido con amigos como él: Maha, un indiecito sobreviviente de la tribu Tchatoga (a quien conoce en el segundo episodio; "Hermano de sangre", publicado en la revista Misterix de febrero de 1953); El Corto, un exladrón de caballos, y el barbado Forbes, médico exalcohólico que opta por atender indios y no burgueses de Dallas. Son personas sin un lugar definido en ese mundo que los rodea.  Las aventuras se originan tras la llegada de visitantes al Rancho o por la ida de sus protagonistas al desierto o al cercano pueblo de Tucson, dominio del sheriff Bulldog Murphy, y en cuyo Saloon siempre los recibe Reina, la chica del Sargento. Esencialmente un hombre noble, Kirk no admite ni la brutalidad ni la injusticia del trato del blanco con respecto al indio y en sus aventuras se hace un culto a la amistad.